# زیردریایی یو-۱۲۰۶
زیردریایی یو-۱۲۰۶ (به انگلیسی: German submarine U-1206) یک زیردریایی است که طول آن ۶۷٫۱ متر (۲۲۰ فوت ۲ اینچ) می‌باشد. این زیردریایی در سال ۱۹۴۳ ساخته شد.